# Teoría de la deformación finita

Figura 1. Movimiento de un cuerpo continuo

Figura 2. Deformación de un cuerpo continuo

En mecánica de medios continuos, la teoría de la deformación finita, también llamada teoría de grandes deformaciones analiza el comportamiento de los sólidos frente a deformaciones y/o rotaciones lo suficientemente grandes como para invalidar los supuestos inherentes a la teoría de la deformación infinitesimal. En este caso, las configuraciones no deformadas y deformadas del medio continuo son significativamente diferentes, lo que requiere una distinción clara entre ellas. Este tipo de deformaciones son propias de materiales como elastómeros, plásticos, fluidos viscosos y, en el campo de la biología, los tejidos blandos.

## Campo de desplazamiento
El desplazamiento de un cuerpo puede tener dos componentes: un desplazamiento rígido y una deformación.
- El desplazamiento de un cuerpo rígido consiste en una traslación y/o una rotación simultáneas del cuerpo sin cambiar su forma o tamaño.
- La deformación implica el cambio de forma y/o tamaño del cuerpo desde una configuración inicial o no deformada {\displaystyle \kappa _{0}({\mathcal {B}})} a una configuración actual o deformada {\displaystyle \kappa _{t}({\mathcal {B}})} (Figura 1).

Un cambio en la configuración de un cuerpo continuo puede describirse mediante un campo de desplazamiento. Un campo de desplazamiento es un campo vectorial que describe todos los vectores de desplazamiento de todas las partículas del cuerpo, y que relaciona la configuración deformada con la configuración no deformada. La distancia entre dos partículas cualesquiera cambia si y solo si se ha producido una deformación. Si el desplazamiento se produce sin deformación, entonces se trata del desplazamiento de un cuerpo rígido.

## Tensor del gradiente de deformación
El tensor del gradiente de deformación {\displaystyle \mathbf {F} (\mathbf {X} ,t)=F_{jK}\mathbf {e} _{j}\otimes \mathbf {I} _{K}} está relacionado tanto con la configuración de referencia como con la actual, expresada según los vectores unitarios {\displaystyle \mathbf {e} _{j}} y {\displaystyle \mathbf {I} _{K}\,\!}. Por lo tanto, es un tensor de punto a punto.
Se pueden definir dos tipos de tensor de gradiente de deformación.
Debido al supuesto de continuidad de {\displaystyle \chi (\mathbf {X} ,t)\,\!}, {\displaystyle \mathbf {F} } tiene el {\displaystyle \mathbf {H} =\mathbf {F} ^{-1}\,\!} inverso, donde {\displaystyle \mathbf {H} } es el tensor de gradiente de deformación espacial. Entonces, por el teorema de la función implícita, el determinante jacobiano {\displaystyle J(\mathbf {X} ,t)} debe ser no singular, es decir {\displaystyle J(\mathbf {X} ,t)=\det \mathbf {F} (\mathbf {X} ,t)\neq 0}
El tensor del gradiente de deformación del material {\displaystyle \mathbf {F} (\mathbf {X} ,t)=F_{jK}\mathbf {e} _{j}\otimes \mathbf {I} _{K}} es un tensor de segundo orden que representa el gradiente de la función de aplicación o relación funcional {\displaystyle \chi (\mathbf {X} ,t)\,\!}, que describe el desplazamiento en un medio continuo. El tensor de gradiente de deformación del material caracteriza la deformación local en un punto material con el vector de posición {\displaystyle \mathbf {X} \,\!}, es decir, la deformación en puntos vecinos, transformando (mediante una aplicación lineal) un elemento lineal del material que conecta la configuración de referencia de cada punto con su configuración actual o deformada, asumiendo la continuidad de  la función {\displaystyle \chi (\mathbf {X} ,t)\,\!}, es decir, considerando que es diferenciable respecto a la posición {\displaystyle \mathbf {X} } y al tiempo {\displaystyle t\,\!}, lo que implica que no se producen fracturas y que no se abren ni cierran huecos durante la deformación. Así, se tiene que
{\displaystyle {\begin{aligned}d\mathbf {x} &={\frac {\partial \mathbf {x} }{\partial \mathbf {X} }}\,d\mathbf {X} \qquad &{\text{o }}&\qquad dx_{j}={\frac {\partial x_{j}}{\partial X_{K}}}\,dX_{K}\\&=\nabla \chi (\mathbf {X} ,t)\,d\mathbf {X} \qquad &{\text{o }}&\qquad dx_{j}=F_{jK}\,dX_{K}\,.\\&=\mathbf {F} (\mathbf {X} ,t)\,d\mathbf {X} \end{aligned}}}

### Vector de desplazamiento relativo
Considérese una partícula o punto material {\displaystyle P} con el vector de posición {\displaystyle \mathbf {X} =X_{I}\mathbf {I} _{I}} en la configuración no deformada (Figura 2). Después de un desplazamiento del cuerpo, la nueva posición de la partícula indicada por {\displaystyle p} en la nueva configuración viene dada por la posición del vector {\displaystyle \mathbf {x} =x_{i}\mathbf {e} _{i}\,\!}. Los sistemas de coordenadas para la configuración deformada y no deformada se pueden superponer si así conviene.
Considérese ahora un punto material {\displaystyle Q} vecino de {\displaystyle P\,\!}, con vector de posición {\displaystyle \mathbf {X} +\Delta \mathbf {X} =(X_{I}+\Delta X_{I})\mathbf {I} _{I}\,\!}. En la configuración deformada, esta partícula tiene una nueva posición {\displaystyle q} dada por el vector de posición {\displaystyle \mathbf {x} +\Delta \mathbf {x} \,\!}. Suponiendo que los segmentos de línea {\displaystyle \Delta X} y {\displaystyle \Delta \mathbf {x} } que unen las partículas {\displaystyle P} y {\displaystyle Q} en la configuración no deformada y deformada, respectivamente, son muy pequeños, entonces se puede expresarlos como {\displaystyle d\mathbf {X} } y {\displaystyle d\mathbf {x} \,\!}. Así, de la Figura 2 se deduce que
{\displaystyle {\begin{aligned}\mathbf {x} +d\mathbf {x} &=\mathbf {X} +d\mathbf {X} +\mathbf {u} (\mathbf {X} +d\mathbf {X} )\\d\mathbf {x} &=\mathbf {X} -\mathbf {x} +d\mathbf {X} +\mathbf {u} (\mathbf {X} +d\mathbf {X} )\\&=d\mathbf {X} +\mathbf {u} (\mathbf {X} +d\mathbf {X} )-\mathbf {u} (\mathbf {X} )\\&=d\mathbf {X} +d\mathbf {u} \\\end{aligned}}}
donde {\displaystyle \mathbf {du} } es el vector de desplazamiento relativo, que representa el movimiento del punto {\displaystyle Q} con respecto a {\displaystyle P} en la configuración deformada.

#### Aproximación de Taylor
Para un elemento infinitesimal {\displaystyle d\mathbf {X} \,\!}, y suponiendo la continuidad en el campo de desplazamiento, es posible utilizar una serie de Taylor alrededor del punto {\displaystyle P\,\!}, despreciando términos de orden superior, para aproximar las componentes del vector de desplazamiento relativo para la partícula vecina {\displaystyle Q} como
{\displaystyle {\begin{aligned}\mathbf {u} (\mathbf {X} +d\mathbf {X} )&=\mathbf {u} (\mathbf {X} )+d\mathbf {u} \quad &{\text{o }}&\quad u_{i}^{*}=u_{i}+du_{i}\\&\approx \mathbf {u} (\mathbf {X} )+\nabla _{\mathbf {X} }\mathbf {u} \cdot d\mathbf {X} \quad &{\text{o }}&\quad u_{i}^{*}\approx u_{i}+{\frac {\partial u_{i}}{\partial X_{J}}}dX_{J}\,.\end{aligned}}}
Así, la ecuación anterior {\displaystyle d\mathbf {x} =d\mathbf {X} +d\mathbf {u} } se puede escribir como
{\displaystyle {\begin{aligned}d\mathbf {x} &=d\mathbf {X} +d\mathbf {u} \\&=d\mathbf {X} +\nabla _{\mathbf {X} }\mathbf {u} \cdot d\mathbf {X} \\&=\left(\mathbf {I} +\nabla _{\mathbf {X} }\mathbf {u} \right)d\mathbf {X} \\&=\mathbf {F} d\mathbf {X} \end{aligned}}}

### Derivada respecto al tiempo del gradiente de deformación
Los cálculos que implican la deformación de un cuerpo dependiente del tiempo a menudo requieren que se calcule una derivada respecto al tiempo del gradiente de deformación. Una definición geométricamente consistente de dicha derivada requiere una incursión en la geometría diferencial, aunque en el presente artículo no se considera este tipo de problemas.
La derivada respecto al tiempo de {\displaystyle \mathbf {F} } es
{\displaystyle {\dot {\mathbf {F} }}={\frac {\partial \mathbf {F} }{\partial t}}={\frac {\partial }{\partial t}}\left[{\frac {\partial \mathbf {x} (\mathbf {X} ,t)}{\partial \mathbf {X} }}\right]={\frac {\partial }{\partial \mathbf {X} }}\left[{\frac {\partial \mathbf {x} (\mathbf {X} ,t)}{\partial t}}\right]={\frac {\partial }{\partial \mathbf {X} }}\left[\mathbf {V} (\mathbf {X} ,t)\right]}
donde {\displaystyle \mathbf {V} } es la velocidad de deformación del material, por lo que la derivada del lado derecho representa el gradiente de la velocidad del material. Es común convertirlo en un gradiente espacial aplicando la regla de la cadena de las derivadas, es decir,
{\displaystyle {\dot {\mathbf {F} }}={\frac {\partial }{\partial \mathbf {X} }}\left[\mathbf {V} (\mathbf {X} ,t)\right]={\frac {\partial }{\partial \mathbf {X} }}\left[\mathbf {v} (\mathbf {x} (\mathbf {X} ,t),t)\right]=\left.{\frac {\partial }{\partial \mathbf {x} }}\left[\mathbf {v} (\mathbf {x} ,t)\right]\right|_{\mathbf {x} =\mathbf {x} (\mathbf {X} ,t)}\cdot {\frac {\partial \mathbf {x} (\mathbf {X} ,t)}{\partial \mathbf {X} }}={\boldsymbol {l}}\cdot \mathbf {F} }
donde {\displaystyle {\boldsymbol {l}}=(\nabla _{\mathbf {x} }\mathbf {v} )^{T}} es el gradiente de la velocidad espacial y donde {\displaystyle \mathbf {v} (\mathbf {x} ,t)=\mathbf {V} (\mathbf {X} ,t)} es la velocidad espacial (euleriana) en {\displaystyle \mathbf {x} =\mathbf {x} (\mathbf {X} ,t)}. Si el gradiente de la velocidad espacial es constante en el tiempo, la ecuación anterior se puede resolver exactamente para obtener
{\displaystyle \mathbf {F} =e^{{\boldsymbol {l}}\,t}}
suponiendo que {\displaystyle \mathbf {F} =\mathbf {1} } en {\displaystyle t=0}. Existen varios métodos para calcular el valor exponencial anterior.
Cantidades relacionadas que se utilizan a menudo en mecánica continua son el tensor de velocidad de deformación y el tensor de giro definidos, respectivamente, como:
{\displaystyle {\boldsymbol {d}}={\tfrac {1}{2}}\left({\boldsymbol {l}}+{\boldsymbol {l}}^{T}\right)\,,~~{\boldsymbol {w}}={\tfrac {1}{2}}\left({\boldsymbol {l}}-{\boldsymbol {l}}^{T}\right)\,.}
El tensor de velocidad de deformación proporciona la velocidad de estiramiento de los elementos lineales, mientras que el tensor de espín indica la velocidad de rotación o vorticidad del movimiento.
La derivada material-tiempo de la inversa del gradiente de deformación (manteniendo fija la configuración de referencia) a menudo se requiere en análisis que involucran deformaciones finitas. Esta derivada es
{\displaystyle {\frac {\partial }{\partial t}}\left(\mathbf {F} ^{-1}\right)=-\mathbf {F} ^{-1}\cdot {\dot {\mathbf {F} }}\cdot \mathbf {F} ^{-1}\,.}
La relación anterior se puede verificar tomando la derivada respecto al tiempo del material de {\displaystyle \mathbf {F} ^{-1}\cdot d\mathbf {x} =d\mathbf {X} } y observando que {\displaystyle {\dot {\mathbf {X} }}=0}.

### Descomposición polar del tensor de gradiente de deformación

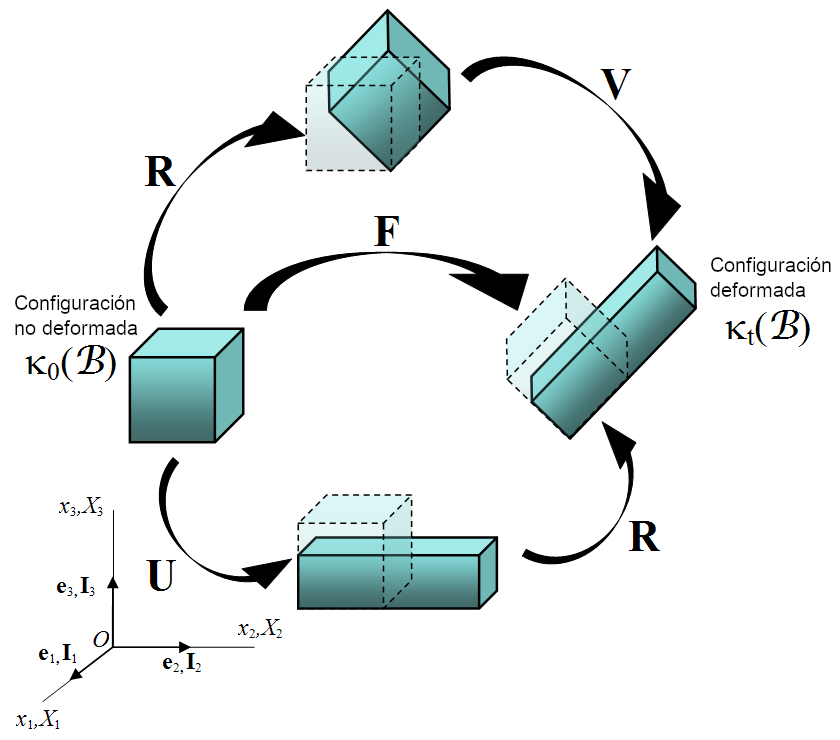
Figura 3. Representación de la descomposición polar del gradiente de deformación

El gradiente de deformación {\displaystyle \mathbf {F} \,\!}, como cualquier tensor invertible de segundo orden, se puede descomponer (utilizando el teorema de descomposición polar) en un producto de dos tensores de segundo orden (Truesdell y Noll, 1965): un tensor ortogonal y un tensor simétrico definido positivo, es decir,
{\displaystyle \mathbf {F} =\mathbf {R} \mathbf {U} =\mathbf {V} \mathbf {R} }
donde el tensor {\displaystyle \mathbf {R} } es un tensor ortogonal propio, es decir, {\displaystyle \mathbf {R} ^{-1}=\mathbf {R} ^{T}} y {\displaystyle \det \mathbf {R} =+1\,\!}, que representan una rotación; el tensor {\displaystyle \mathbf {U} } es el tensor de estiramiento derecho; y {\displaystyle \mathbf {V} } el tensor de estiramiento izquierdo. Los términos derecha e izquierda significan que están a la derecha e izquierda del tensor de rotación {\displaystyle \mathbf {R} \,\!}, respectivamente. {\displaystyle \mathbf {U} } y {\displaystyle \mathbf {V} } son ambos matrices definidas positivas, es decir, {\displaystyle \mathbf {x} \cdot \mathbf {U} \cdot \mathbf {x} >0} y {\displaystyle \mathbf {x} \cdot \mathbf {V} \cdot \mathbf {x} >0} para todos los {\displaystyle \mathbf {x} \in \mathbb {R} ^{3}} distintos de cero, y tensores simétricos, es decir, {\displaystyle \mathbf {U} =\mathbf {U} ^{T}} y {\displaystyle \mathbf {V} =\mathbf {V} ^{T}\,\!}, de segundo orden.
Esta descomposición implica que la deformación de un elemento lineal {\displaystyle d\mathbf {X} } en la configuración no deformada sobre {\displaystyle d\mathbf {x} } en la configuración deformada, es decir, {\displaystyle d\mathbf {x} =\mathbf {F} \,d\mathbf {X} \,\!}, se puede obtener estirando primero el elemento en {\displaystyle \mathbf {U} \,\!}, es decir, {\displaystyle d\mathbf {x} '=\mathbf {U} \,d\mathbf {X} \,\!}, seguido de una rotación {\displaystyle \mathbf {R} \,\!}, es decir, {\displaystyle d\mathbf {x} '=\mathbf {R} \,d\mathbf {x} \,\!}; o de manera equivalente, aplicando primero una rotación rígida {\displaystyle \mathbf {R} }, es decir, {\displaystyle d\mathbf {x} '=\mathbf {R} \,d\mathbf {X} \,\!}, seguida a continuación de un estiramiento {\displaystyle \mathbf {V} \,\!}, es decir, {\displaystyle d\mathbf {x} '=\mathbf {V} \,d\mathbf {x} } (véase la Figura 3).
Debido a la ortogonalidad de {\displaystyle \mathbf {R} }
{\displaystyle \mathbf {V} =\mathbf {R} \cdot \mathbf {U} \cdot \mathbf {R} ^{T}}
de modo que {\displaystyle \mathbf {U} } y {\displaystyle \mathbf {V} } tienen los mismos autovalores o deformaciones principales, pero diferentes vectores propios o direcciones principales {\displaystyle \mathbf {N} _{i}} y {\displaystyle \mathbf {n} _{i}\,\!}, respectivamente. Las direcciones principales están relacionadas por
{\displaystyle \mathbf {n} _{i}=\mathbf {R} \mathbf {N} _{i}.}
Esta descomposición polar, que es única ya que {\displaystyle \mathbf {F} } es invertible con un determinante positivo, es un corolario de la descomposición en valores singulares.

### Transformación de un elemento de superficie y volumen
Para transformar cantidades definidas con respecto a áreas en una configuración deformada a aquellas relativas a áreas en una configuración de referencia, y viceversa, se usa la relación de Nanson, expresada como
{\displaystyle da~\mathbf {n} =J~dA~\mathbf {F} ^{-T}\cdot \mathbf {N} }
donde {\displaystyle da} es un área de una región en la configuración deformada, {\displaystyle dA} es la misma área en la configuración de referencia, y {\displaystyle \mathbf {n} } es la normal exterior al elemento de área en la configuración actual, mientras que {\displaystyle \mathbf {N} } es la normal exterior en la configuración de referencia, {\displaystyle \mathbf {F} } es el gradiente de deformación y {\displaystyle J=\det \mathbf {F} \,\!}.
La fórmula correspondiente para la transformación del elemento de volumen es:{\displaystyle dv=J~dV}
| Demostración |
| Para ver cómo se obtiene esta fórmula, se comienza con los elementos del área orientada en las configuraciones actual y de referencia: {\displaystyle d\mathbf {A} =dA~\mathbf {N} ~;~~d\mathbf {a} =da~\mathbf {n} } Los volúmenes de referencia y actual de un elemento son {\displaystyle dV=d\mathbf {A} ^{T}\cdot d\mathbf {L} ~;~~dv=d\mathbf {a} ^{T}\cdot d\mathbf {l} } donde {\displaystyle d\mathbf {l} =\mathbf {F} \cdot d\mathbf {L} \,\!}. Por lo tanto, {\displaystyle d\mathbf {a} ^{T}\cdot d\mathbf {l} =dv=J~dV=J~d\mathbf {A} ^{T}\cdot d\mathbf {L} } o {\displaystyle d\mathbf {a} ^{T}\cdot \mathbf {F} \cdot d\mathbf {L} =dv=J~dV=J~d\mathbf {A} ^{T}\cdot d\mathbf {L} } y entonces {\displaystyle d\mathbf {a} ^{T}\cdot \mathbf {F} =J~d\mathbf {A} ^{T}} En consecuencia, se obtiene {\displaystyle d\mathbf {a} =J~\mathbf {F} ^{-T}\cdot d\mathbf {A} } o {\displaystyle da~\mathbf {n} =J~dA~\mathbf {F} ^{-T}\cdot \mathbf {N} } QED |

## Tensores de deformación fundamentales
Un tensor de deformación está definido según la Unión Internacional de Química Pura y Aplicada como:

"Un tensor simétrico que resulta cuando un tensor de gradiente de deformación se factoriza en un tensor de rotación seguido o precedido por un tensor simétrico"

Dado que una rotación pura no debería inducir ninguna deformación en un cuerpo deformable, a menudo es conveniente utilizar medidas de deformación independientes de la rotación en mecánica de medios continuos. Como una rotación seguida de su rotación inversa no produce ningún cambio ({\displaystyle \mathbf {R} \mathbf {R} ^{T}=\mathbf {R} ^{T}\mathbf {R} =\mathbf {I} \,\!}), se puede excluir la rotación multiplicando el tensor de gradiente de deformación {\displaystyle \mathbf {F} } por su matriz transpuesta.
En mecánica se utilizan varios tensores de gradiente de deformación independientes de la rotación (o tensores de deformación, para abreviar). En mecánica de sólidos, los más habituales son los tensores de deformación de Cauchy-Green derecho e izquierdo.

### Tensor de deformación de Cauchy (tensor de deformación de Cauchy-Green derecho)
En 1839, George Green introdujo un tensor de deformación conocido como tensor de deformación derecho de Cauchy-Green o tensor de deformación de Green (la Unión Internacional de Química Pura y Aplicada recomienda que este tensor se llame "tensor de deformación de Cauchy"), definido como:
{\displaystyle \mathbf {C} =\mathbf {F} ^{T}\mathbf {F} =\mathbf {U} ^{2}\qquad {\text{o }}\qquad C_{IJ}=F_{kI}~F_{kJ}={\frac {\partial x_{k}}{\partial X_{I}}}{\frac {\partial x_{k}}{\partial X_{J}}}.}
Físicamente, el tensor de Cauchy-Green proporciona el cuadrado del cambio local en distancias debido a la deformación, es decir, {\displaystyle d\mathbf {x} ^{2}=d\mathbf {X} \cdot \mathbf {C} \cdot d\mathbf {X} }
Las invariantes de {\displaystyle \mathbf {C} } se utilizan a menudo en las expresiones para caracterizar la función densidad de energía de deformación. Los invariantes más utilizados son
{\displaystyle {\begin{aligned}I_{1}^{C}&:={\text{tr}}(\mathbf {C} )=C_{II}=\lambda _{1}^{2}+\lambda _{2}^{2}+\lambda _{3}^{2}\\I_{2}^{C}&:={\tfrac {1}{2}}\left[({\text{tr}}~\mathbf {C} )^{2}-{\text{tr}}(\mathbf {C} ^{2})\right]={\tfrac {1}{2}}\left[(C_{JJ})^{2}-C_{IK}C_{KI}\right]=\lambda _{1}^{2}\lambda _{2}^{2}+\lambda _{2}^{2}\lambda _{3}^{2}+\lambda _{3}^{2}\lambda _{1}^{2}\\I_{3}^{C}&:=\det(\mathbf {C} )=J^{2}=\lambda _{1}^{2}\lambda _{2}^{2}\lambda _{3}^{2}.\end{aligned}}}
donde {\displaystyle J:=\det \mathbf {F} } es el determinante del gradiente de deformación {\displaystyle \mathbf {F} } y {\displaystyle \lambda _{i}} son relaciones de estiramiento para las fibras unitarias que inicialmente están orientadas en las direcciones del vector propio del tensor de estiramiento derecho (de referencia, que generalmente no están alineados con los tres ejes de los sistemas de coordenadas).

### Tensor de tensión de Finger
La Unión Internacional de Química Pura y Aplicada recomienda que el inverso del tensor de deformación de Cauchy-Green derecho (llamado tensor de deformación de Cauchy en ese documento), es decir, {\displaystyle \mathbf {C} ^{-1}}, se denomine tensor de tensión de Finger. Sin embargo, esa nomenclatura no es universalmente aceptada en la mecánica aplicada.
{\displaystyle \mathbf {f} =\mathbf {C} ^{-1}=\mathbf {F} ^{-1}\mathbf {F} ^{-T}\qquad {\text{o }}\qquad f_{IJ}={\frac {\partial X_{I}}{\partial x_{k}}}{\frac {\partial X_{J}}{\partial x_{k}}}}

### Tensor de deformación de Green (tensor de deformación de Cauchy-Green izquierdo)
Invertir el orden de multiplicación en la fórmula del tensor de deformación de Green-Cauchy derecho conduce al tensor de deformación de Cauchy-Green izquierdo, que se define como:
{\displaystyle \mathbf {B} =\mathbf {F} \mathbf {F} ^{T}=\mathbf {V} ^{2}\qquad {\text{o }}\qquad B_{ij}={\frac {\partial x_{i}}{\partial X_{K}}}{\frac {\partial x_{j}}{\partial X_{K}}}}
El tensor de deformación de Cauchy-Green izquierdo a menudo se denomina tensor de deformación de Finger, en memoria de Josef Finger (1894).
La Unión Internacional de Química Pura y Aplicada recomienda que este tensor se llame tensor de deformación de Green.
Los invariantes de {\displaystyle \mathbf {B} } también se utilizan en las expresiones para caracterizar la función densidad de energía de deformación. Los invariantes usuales se definen como
{\displaystyle {\begin{aligned}I_{1}&:={\text{tr}}(\mathbf {B} )=B_{ii}=\lambda _{1}^{2}+\lambda _{2}^{2}+\lambda _{3}^{2}\\I_{2}&:={\tfrac {1}{2}}\left[({\text{tr}}~\mathbf {B} )^{2}-{\text{tr}}(\mathbf {B} ^{2})\right]={\tfrac {1}{2}}\left(B_{ii}^{2}-B_{jk}B_{kj}\right)=\lambda _{1}^{2}\lambda _{2}^{2}+\lambda _{2}^{2}\lambda _{3}^{2}+\lambda _{3}^{2}\lambda _{1}^{2}\\I_{3}&:=\det \mathbf {B} =J^{2}=\lambda _{1}^{2}\lambda _{2}^{2}\lambda _{3}^{2}\end{aligned}}}
donde {\displaystyle J:=\det \mathbf {F} } es el determinante del gradiente de deformación.
Para materiales comprimibles, se utiliza un conjunto de invariantes ligeramente diferente:
{\displaystyle ({\bar {I}}_{1}:=J^{-2/3}I_{1}~;~~{\bar {I}}_{2}:=J^{-4/3}I_{2}~;~~J\neq 1)~.}

### Tensor de deformación de Piola (tensor de deformación de Cauchy)
A principios de 1828, Augustin Louis Cauchy introdujo un tensor de deformación definido como el inverso del tensor de deformación izquierdo de Cauchy-Green, {\displaystyle \mathbf {B} ^{-1}\,\!}. Este tensor también ha sido llamado tensor de deformación de Piola por la IUPAC y tensor de Finger en la literatura de reología y dinámica de fluidos.
{\displaystyle \mathbf {c} =\mathbf {B} ^{-1}=\mathbf {F} ^{-T}\mathbf {F} ^{-1}\qquad {\text{o }}\qquad c_{ij}={\frac {\partial X_{K}}{\partial x_{i}}}{\frac {\partial X_{K}}{\partial x_{j}}}}

### Representación espectral
Si hay tres deformaciones principales distintas {\displaystyle \lambda _{i}\,\!}, las descomposiciones espectrales de {\displaystyle \mathbf {C} } y {\displaystyle \mathbf {B} } vienen dadas por
{\displaystyle \mathbf {C} =\sum _{i=1}^{3}\lambda _{i}^{2}\mathbf {N} _{i}\otimes \mathbf {N} _{i}\qquad {\text{y }}\qquad \mathbf {B} =\sum _{i=1}^{3}\lambda _{i}^{2}\mathbf {n} _{i}\otimes \mathbf {n} _{i}}
Además,
{\displaystyle \mathbf {U} =\sum _{i=1}^{3}\lambda _{i}\mathbf {N} _{i}\otimes \mathbf {N} _{i}~;~~\mathbf {V} =\sum _{i=1}^{3}\lambda _{i}\mathbf {n} _{i}\otimes \mathbf {n} _{i}}
{\displaystyle \mathbf {R} =\sum _{i=1}^{3}\mathbf {n} _{i}\otimes \mathbf {N} _{i}~;~~\mathbf {F} =\sum _{i=1}^{3}\lambda _{i}\mathbf {n} _{i}\otimes \mathbf {N} _{i}}
y se observa que
{\displaystyle \mathbf {V} =\mathbf {R} ~\mathbf {U} ~\mathbf {R} ^{T}=\sum _{i=1}^{3}\lambda _{i}~\mathbf {R} ~(\mathbf {N} _{i}\otimes \mathbf {N} _{i})~\mathbf {R} ^{T}=\sum _{i=1}^{3}\lambda _{i}~(\mathbf {R} ~\mathbf {N} _{i})\otimes (\mathbf {R} ~\mathbf {N} _{i})}
Por lo tanto, la unicidad de la descomposición espectral también implica que {\displaystyle \mathbf {n} _{i}=\mathbf {R} ~\mathbf {N} _{i}\,\!}. El estiramiento izquierdo ({\displaystyle \mathbf {V} \,\!}) también se llama tensor de estiramiento espacial, mientras que el estiramiento derecho ({\displaystyle \mathbf {U} \,\!}) se llama tensor de estiramiento material.
El efecto de {\displaystyle \mathbf {F} } actuando sobre {\displaystyle \mathbf {N} _{i}} es estirar el vector {\displaystyle \lambda _{i}} y rotarlo a la nueva orientación {\displaystyle \mathbf {n} _{i}\,\!}, es decir,
{\displaystyle \mathbf {F} ~\mathbf {N} _{i}=\lambda _{i}~(\mathbf {R} ~\mathbf {N} _{i})=\lambda _{i}~\mathbf {n} _{i}}
En un sentido similar,
{\displaystyle \mathbf {F} ^{-T}~\mathbf {N} _{i}={\cfrac {1}{\lambda _{i}}}~\mathbf {n} _{i}~;~~\mathbf {F} ^{T}~\mathbf {n} _{i}=\lambda _{i}~\mathbf {N} _{i}~;~~\mathbf {F} ^{-1}~\mathbf {n} _{i}={\cfrac {1}{\lambda _{i}}}~\mathbf {N} _{i}~.}

#### Ejemplos
Extensión uniaxial de un material incompresible.
Este es el caso en el que una muestra se estira en una dirección con un relación de estiramiento de {\displaystyle \mathbf {\alpha =\alpha _{1}} \,\!}. Si el volumen permanece constante, la contracción en las otras dos direcciones es tal que {\displaystyle \mathbf {\alpha _{1}\alpha _{2}\alpha _{3}=1} } o {\displaystyle \mathbf {\alpha _{2}=\alpha _{3}=\alpha ^{-0.5}} \,\!}. Entonces:
{\displaystyle \mathbf {F} ={\begin{bmatrix}\alpha &0&0\\0&\alpha ^{-0.5}&0\\0&0&\alpha ^{-0.5}\end{bmatrix}}} :{\displaystyle \mathbf {B} =\mathbf {C} ={\begin{bmatrix}\alpha ^{2}&0&0\\0&\alpha ^{-1}&0\\0&0&\alpha ^{-1}\end{bmatrix}}}
Cortante simple
{\displaystyle \mathbf {F} ={\begin{bmatrix}1&\gamma &0\\0&1&0\\0&0&1\end{bmatrix}}} :{\displaystyle \mathbf {B} ={\begin{bmatrix}1+\gamma ^{2}&\gamma &0\\\gamma &1&0\\0&0&1\end{bmatrix}}} :{\displaystyle \mathbf {C} ={\begin{bmatrix}1&\gamma &0\\\gamma &1+\gamma ^{2}&0\\0&0&1\end{bmatrix}}}
Rotación del cuerpo rígido
{\displaystyle \mathbf {F} ={\begin{bmatrix}\cos \theta &\sin \theta &0\\-\sin \theta &\cos \theta &0\\0&0&1\end{bmatrix}}} :{\displaystyle \mathbf {B} =\mathbf {C} ={\begin{bmatrix}1&0&0\\0&1&0\\0&0&1\end{bmatrix}}=\mathbf {1} }

### Derivadas de deformación
Las derivadas del estiramiento con respecto al tensor de deformación de Cauchy-Green derecho se utilizan para caracterizar las relaciones tensión-deformación de muchos sólidos, particularmente los materiales hiperelásticos, según las expresiones siguientes:
{\displaystyle {\cfrac {\partial \lambda _{i}}{\partial \mathbf {C} }}={\cfrac {1}{2\lambda _{i}}}~\mathbf {N} _{i}\otimes \mathbf {N} _{i}={\cfrac {1}{2\lambda _{i}}}~\mathbf {R} ^{T}~(\mathbf {n} _{i}\otimes \mathbf {n} _{i})~\mathbf {R} ~;~~i=1,2,3}
de donde se deduce que
{\displaystyle \mathbf {C} :(\mathbf {N} _{i}\otimes \mathbf {N} _{i})=\lambda _{i}^{2}~;~~~~{\cfrac {\partial \mathbf {C} }{\partial \mathbf {C} }}={\mathsf {I}}^{(s)}~;~~~~{\mathsf {I}}^{(s)}:(\mathbf {N} _{i}\otimes \mathbf {N} _{i})=\mathbf {N} _{i}\otimes \mathbf {N} _{i}.}

### Interpretación física de los tensores de deformación
Sea {\displaystyle \mathbf {X} =X^{i}~{\boldsymbol {E}}_{i}} un sistema de coordenadas cartesiano definido en el cuerpo no deformado y sea {\displaystyle \mathbf {x} =x^{i}~{\boldsymbol {E}}_{i}} otro sistema definido en el cuerpo deformado. A continuación, se parametriza una curva {\displaystyle \mathbf {X} (s)} en el cuerpo no deformado usando {\displaystyle s\in [0,1]}. Su imagen en el cuerpo deformado es {\displaystyle \mathbf {x} (\mathbf {X} (s))}.
La longitud no deformada de la curva viene dada por
{\displaystyle l_{X}=\int _{0}^{1}\left|{\cfrac {d\mathbf {X} }{ds}}\right|~ds=\int _{0}^{1}{\sqrt {{\cfrac {d\mathbf {X} }{ds}}\cdot {\cfrac {d\mathbf {X} }{ds}}}}~ds=\int _{0}^{1}{\sqrt {{\cfrac {d\mathbf {X} }{ds}}\cdot {\boldsymbol {I}}\cdot {\cfrac {d\mathbf {X} }{ds}}}}~ds}
Después de la deformación, la longitud pasa a ser
{\displaystyle {\begin{aligned}l_{x}&=\int _{0}^{1}\left|{\cfrac {d\mathbf {x} }{ds}}\right|~ds=\int _{0}^{1}{\sqrt {{\cfrac {d\mathbf {x} }{ds}}\cdot {\cfrac {d\mathbf {x} }{ds}}}}~ds=\int _{0}^{1}{\sqrt {\left({\cfrac {d\mathbf {x} }{d\mathbf {X} }}\cdot {\cfrac {d\mathbf {X} }{ds}}\right)\cdot \left({\cfrac {d\mathbf {x} }{d\mathbf {X} }}\cdot {\cfrac {d\mathbf {X} }{ds}}\right)}}~ds\\&=\int _{0}^{1}{\sqrt {{\cfrac {d\mathbf {X} }{ds}}\cdot \left[\left({\cfrac {d\mathbf {x} }{d\mathbf {X} }}\right)^{T}\cdot {\cfrac {d\mathbf {x} }{d\mathbf {X} }}\right]\cdot {\cfrac {d\mathbf {X} }{ds}}}}~ds\end{aligned}}}
Teniendo en cuenta que el tensor de deformación de Cauchy-Green derecho se define como
{\displaystyle {\boldsymbol {C}}:={\boldsymbol {F}}^{T}\cdot {\boldsymbol {F}}=\left({\cfrac {d\mathbf {x} }{d\mathbf {X} }}\right)^{T}\cdot {\cfrac {d\mathbf {x} }{d\mathbf {X} }}}
entonces
{\displaystyle l_{x}=\int _{0}^{1}{\sqrt {{\cfrac {d\mathbf {X} }{ds}}\cdot {\boldsymbol {C}}\cdot {\cfrac {d\mathbf {X} }{ds}}}}~ds}
lo que indica que los cambios de longitud se caracterizan mediante {\displaystyle {\boldsymbol {C}}}.

## Tensores de deformación finita
El concepto de deformación se utiliza para evaluar en qué medida un desplazamiento dado difiere localmente de un desplazamiento de un cuerpo rígido. Una de esas deformaciones para el caso de grandes deformaciones es el tensor de deformaciones finitas lagrangiano, también llamado tensor de deformaciones de Green lagrangiano o tensor de deformaciones de Green-St-Venant, definido como
{\displaystyle \mathbf {E} ={\frac {1}{2}}(\mathbf {C} -\mathbf {I} )\qquad {\text{o }}\qquad E_{KL}={\frac {1}{2}}\left({\frac {\partial x_{j}}{\partial X_{K}}}{\frac {\partial x_{j}}{\partial X_{L}}}-\delta _{KL}\right)}
o en función del tensor de gradiente de desplazamiento
{\displaystyle \mathbf {E} ={\frac {1}{2}}\left[(\nabla _{\mathbf {X} }\mathbf {u} )^{T}+\nabla _{\mathbf {X} }\mathbf {u} +(\nabla _{\mathbf {X} }\mathbf {u} )^{T}\cdot \nabla _{\mathbf {X} }\mathbf {u} \right]}
o
{\displaystyle E_{KL}={\frac {1}{2}}\left({\frac {\partial u_{K}}{\partial X_{L}}}+{\frac {\partial u_{L}}{\partial X_{K}}}+{\frac {\partial u_{M}}{\partial X_{K}}}{\frac {\partial u_{M}}{\partial X_{L}}}\right)}
El tensor de deformación de Green lagrangiano es una medida de cuánto difiere {\displaystyle \mathbf {C} } de {\displaystyle \mathbf {I} \,\!}.
El tensor de deformación finita de Euler, o el tensor de deformación finita de Almansi euleriano, con referencia a la configuración deformada (es decir, según su descripción euleriana) se define como
{\displaystyle \mathbf {e} ={\frac {1}{2}}(\mathbf {I} -\mathbf {c} )={\frac {1}{2}}(\mathbf {I} -\mathbf {B} ^{-1})\qquad {\text{o }}\qquad e_{rs}={\frac {1}{2}}\left(\delta _{rs}-{\frac {\partial X_{M}}{\partial x_{r}}}{\frac {\partial X_{M}}{\partial x_{s}}}\right)}
o en función de los gradientes de desplazamiento se tiene que
{\displaystyle e_{ij}={\frac {1}{2}}\left({\frac {\partial u_{i}}{\partial x_{j}}}+{\frac {\partial u_{j}}{\partial x_{i}}}-{\frac {\partial u_{k}}{\partial x_{i}}}{\frac {\partial u_{k}}{\partial x_{j}}}\right)}
| Obtención de los tensores de deformación finita lagrangianos y eulerianos |
| Una medida de la deformación es la diferencia entre los cuadrados del elemento de línea diferencial {\displaystyle d\mathbf {X} \,\!}, en la configuración no deformada, y {\displaystyle d\mathbf {x} \,\!}, en la configuración deformada (Figura 2). Se ha producido deformación si la diferencia es distinta de cero. En caso contrario, se ha producido un desplazamiento del cuerpo rígido. Así se tiene que {\displaystyle d\mathbf {x} ^{2}-d\mathbf {X} ^{2}=d\mathbf {x} \cdot d\mathbf {x} -d\mathbf {X} \cdot d\mathbf {X} \qquad {\text{o }}\qquad (dx)^{2}-(dX)^{2}=dx_{j}dx_{j}-dX_{M}\,dX_{M}} En la descripción lagrangiana, utilizando las coordenadas del material como sistema de referencia, la transformación lineal entre las líneas diferenciales es {\displaystyle d\mathbf {x} ={\frac {\partial \mathbf {x} }{\partial \mathbf {X} }}\,d\mathbf {X} =\mathbf {F} \,d\mathbf {X} \qquad {\text{o }}\qquad dx_{j}={\frac {\partial x_{j}}{\partial X_{M}}}\,dX_{M}} Entonces, se tiene que {\displaystyle {\begin{aligned}d\mathbf {x} ^{2}&=d\mathbf {x} \cdot d\mathbf {x} \\&=\mathbf {F} \cdot d\mathbf {X} \cdot \mathbf {F} \cdot d\mathbf {X} \\&=d\mathbf {X} \cdot \mathbf {F} ^{T}\mathbf {F} \cdot d\mathbf {X} \\&=d\mathbf {X} \cdot \mathbf {C} \cdot d\mathbf {X} \end{aligned}}\qquad {\text{o }}\qquad {\begin{aligned}(dx)^{2}&=dx_{j}\,dx_{j}\\&={\frac {\partial x_{j}}{\partial X_{K}}}{\frac {\partial x_{j}}{\partial X_{L}}}\,dX_{K}\,dX_{L}\\&=C_{KL}\,dX_{K}\,dX_{L}\\\end{aligned}}} donde {\displaystyle C_{KL}} son las componentes del tensor de deformación derecho de Cauchy-Green, {\displaystyle \mathbf {C} =\mathbf {F} ^{T}\mathbf {F} \,\!}. Entonces, reemplazando esta ecuación en la primera ecuación, se obtiene {\displaystyle {\begin{aligned}d\mathbf {x} ^{2}-d\mathbf {X} ^{2}&=d\mathbf {X} \cdot \mathbf {C} \cdot d\mathbf {X} -d\mathbf {X} \cdot d\mathbf {X} \\&=d\mathbf {X} \cdot (\mathbf {C} -\mathbf {I} )\cdot d\mathbf {X} \\&=d\mathbf {X} \cdot 2\mathbf {E} \cdot d\mathbf {X} \\\end{aligned}}} o {\displaystyle {\begin{aligned}(dx)^{2}-(dX)^{2}&={\frac {\partial x_{j}}{\partial X_{K}}}{\frac {\partial x_{j}}{\partial X_{L}}}\,dX_{K}\,dX_{L}-dX_{M}\,dX_{M}\\&=\left({\frac {\partial x_{j}}{\partial X_{K}}}{\frac {\partial x_{j}}{\partial X_{L}}}-\delta _{KL}\right)\,dX_{K}\,dX_{L}\\&=2E_{KL}\,dX_{K}\,dX_{L}\end{aligned}}} donde {\displaystyle E_{KL}\,\!}, son las componentes de un tensor de segundo orden llamado tensor de deformación de Green-St-Venant o tensor de deformación finito lagrangiano, {\displaystyle \mathbf {E} ={\frac {1}{2}}(\mathbf {C} -\mathbf {I} )\qquad {\text{o }}\qquad E_{KL}={\frac {1}{2}}\left({\frac {\partial x_{j}}{\partial X_{K}}}{\frac {\partial x_{j}}{\partial X_{L}}}-\delta _{KL}\right)} En la descripción euleriana, utilizando las coordenadas espaciales como sistema de referencia, la transformación lineal entre las líneas diferenciales es {\displaystyle d\mathbf {X} ={\frac {\partial \mathbf {X} }{\partial \mathbf {x} }}d\mathbf {x} =\mathbf {F} ^{-1}\,d\mathbf {x} =\mathbf {H} \,d\mathbf {x} \qquad {\text{o }}\qquad dX_{M}={\frac {\partial X_{M}}{\partial x_{n}}}\,dx_{n}} donde {\displaystyle {\frac {\partial X_{M}}{\partial x_{n}}}} son las componentes del tensor de gradiente de deformación espacial, {\displaystyle \mathbf {H} \,\!}. Así, se obtiene {\displaystyle {\begin{aligned}d\mathbf {X} ^{2}&=d\mathbf {X} \cdot d\mathbf {X} \\&=\mathbf {F} ^{-1}\cdot d\mathbf {x} \cdot \mathbf {F} ^{-1}\cdot d\mathbf {x} \\&=d\mathbf {x} \cdot \mathbf {F} ^{-T}\mathbf {F} ^{-1}\cdot d\mathbf {x} \\&=d\mathbf {x} \cdot \mathbf {c} \cdot d\mathbf {x} \end{aligned}}\qquad {\text{o }}\qquad {\begin{aligned}(dX)^{2}&=dX_{M}\,dX_{M}\\&={\frac {\partial X_{M}}{\partial x_{r}}}{\frac {\partial X_{M}}{\partial x_{s}}}\,dx_{r}\,dx_{s}\\&=c_{rs}\,dx_{r}\,dx_{s}\\\end{aligned}}} donde el tensor de segundo orden {\displaystyle c_{rs}} se denomina tensor de deformación de Cauchy, {\displaystyle \mathbf {c} =\mathbf {F} ^{-T}\mathbf {F} ^{-1}\,\!}. Entonces, se sigue que {\displaystyle {\begin{aligned}d\mathbf {x} ^{2}-d\mathbf {X} ^{2}&=d\mathbf {x} \cdot d\mathbf {x} -d\mathbf {x} \cdot \mathbf {c} \cdot d\mathbf {x} \\&=d\mathbf {x} \cdot (\mathbf {I} -\mathbf {c} )\cdot d\mathbf {x} \\&=d\mathbf {x} \cdot 2\mathbf {e} \cdot d\mathbf {x} \\\end{aligned}}} o {\displaystyle {\begin{aligned}(dx)^{2}-(dX)^{2}&=dx_{j}\,dx_{j}-{\frac {\partial X_{M}}{\partial x_{r}}}{\frac {\partial X_{M}}{\partial x_{s}}}\,dx_{r}\,dx_{s}\\&=\left(\delta _{rs}-{\frac {\partial X_{M}}{\partial x_{r}}}{\frac {\partial X_{M}}{\partial x_{s}}}\right)\,dx_{r}\,dx_{s}\\&=2e_{rs}\,dx_{r}\,dx_{s}\end{aligned}}} donde {\displaystyle e_{rs}\,\!} son las componentes de un tensor de segundo orden llamado tensor de deformación finita de Almansi euleriano, {\displaystyle \mathbf {e} ={\frac {1}{2}}(\mathbf {I} -\mathbf {c} )\qquad {\text{o }}\qquad e_{rs}={\frac {1}{2}}\left(\delta _{rs}-{\frac {\partial X_{M}}{\partial x_{r}}}{\frac {\partial X_{M}}{\partial x_{s}}}\right)} Tanto el tensor de deformación finita lagrangiano como el euleriano pueden expresarse convenientemente en términos del tensor de gradiente de desplazamiento. Para el tensor de deformación lagrangiano, primero se diferencia el vector de desplazamiento {\displaystyle \mathbf {u} (\mathbf {X} ,t)} con respecto a las coordenadas del material {\displaystyle X_{M}} para obtener el tensor de gradiente de desplazamiento de material, {\displaystyle \nabla _{\mathbf {X} }\mathbf {u} }. {\displaystyle {\begin{aligned}\mathbf {u} (\mathbf {X} ,t)&=\mathbf {x} (\mathbf {X} ,t)-\mathbf {X} \\\nabla _{\mathbf {X} }\mathbf {u} &=\mathbf {F} -\mathbf {I} \\\mathbf {F} &=\nabla _{\mathbf {X} }\mathbf {u} +\mathbf {I} \\\end{aligned}}\qquad {\text{o }}\qquad {\begin{aligned}u_{i}&=x_{i}-\delta _{iJ}X_{J}\\\delta _{iJ}U_{J}&=x_{i}-\delta _{iJ}X_{J}\\x_{i}&=\delta _{iJ}\left(U_{J}+X_{J}\right)\\{\frac {\partial x_{i}}{\partial X_{K}}}&=\delta _{iJ}\left({\frac {\partial U_{J}}{\partial X_{K}}}+\delta _{JK}\right)\\&={\frac {\partial u_{i}}{\partial X_{K}}}+\delta _{iK}\end{aligned}}} Reemplazando esta ecuación en la expresión del tensor de deformación finita lagrangiano se tiene que {\displaystyle {\begin{aligned}\mathbf {E} &={\frac {1}{2}}\left(\mathbf {F} ^{T}\mathbf {F} -\mathbf {I} \right)\\&={\frac {1}{2}}\left[\left\{(\nabla _{\mathbf {X} }\mathbf {u} )^{T}+\mathbf {I} \right\}\left(\nabla _{\mathbf {X} }\mathbf {u} +\mathbf {I} \right)-\mathbf {I} \right]\\&={\frac {1}{2}}\left[(\nabla _{\mathbf {X} }\mathbf {u} )^{T}+\nabla _{\mathbf {X} }\mathbf {u} +(\nabla _{\mathbf {X} }\mathbf {u} )^{T}\cdot \nabla _{\mathbf {X} }\mathbf {u} \right]\\\end{aligned}}} o {\displaystyle {\begin{aligned}E_{KL}&={\frac {1}{2}}\left({\frac {\partial x_{j}}{\partial X_{K}}}{\frac {\partial x_{j}}{\partial X_{L}}}-\delta _{KL}\right)\\&={\frac {1}{2}}\left[\delta _{jM}\left({\frac {\partial U_{M}}{\partial X_{K}}}+\delta _{MK}\right)\delta _{jN}\left({\frac {\partial U_{N}}{\partial X_{L}}}+\delta _{NL}\right)-\delta _{KL}\right]\\&={\frac {1}{2}}\left[\delta _{MN}\left({\frac {\partial U_{M}}{\partial X_{K}}}+\delta _{MK}\right)\left({\frac {\partial U_{N}}{\partial X_{L}}}+\delta _{NL}\right)-\delta _{KL}\right]\\&={\frac {1}{2}}\left[\left({\frac {\partial U_{M}}{\partial X_{K}}}+\delta _{MK}\right)\left({\frac {\partial U_{M}}{\partial X_{L}}}+\delta _{ML}\right)-\delta _{KL}\right]\\&={\frac {1}{2}}\left({\frac {\partial U_{K}}{\partial X_{L}}}+{\frac {\partial U_{L}}{\partial X_{K}}}+{\frac {\partial U_{M}}{\partial X_{K}}}{\frac {\partial U_{M}}{\partial X_{L}}}\right)\end{aligned}}} De manera similar, el tensor de deformación finita de Almansi euleriano se puede expresar como {\displaystyle e_{ij}={\frac {1}{2}}\left({\frac {\partial u_{i}}{\partial x_{j}}}+{\frac {\partial u_{j}}{\partial x_{i}}}-{\frac {\partial u_{k}}{\partial x_{i}}}{\frac {\partial u_{k}}{\partial x_{j}}}\right)} |

### Familia de Seth-Hill de tensores de deformación generalizados
B. R. Seth, del Instituto Indio de Tecnología de Kharagpur, fue el primero en demostrar que los tensores de deformación de Green y de Almansi son casos especiales de una medida de deformación más general. La idea fue ampliada aún más por Rodney Hill en 1968. La familia de medidas de deformación de Seth-Hill (también llamadas tensores de Doyle-Ericksen) se puede expresar como
{\displaystyle \mathbf {E} _{(m)}={\frac {1}{2m}}(\mathbf {U} ^{2m}-\mathbf {I} )={\frac {1}{2m}}\left[\mathbf {C} ^{m}-\mathbf {I} \right]}
Para diferentes valores de {\displaystyle m} se tiene que:
- El tensor de deformación de Green lagrangiano {\displaystyle \mathbf {E} _{(1)}={\frac {1}{2}}(\mathbf {U} ^{2}-\mathbf {I} )={\frac {1}{2}}(\mathbf {C} -\mathbf {I} )}
- El tensor de deformación de Biot {\displaystyle \mathbf {E} _{(1/2)}=(\mathbf {U} -\mathbf {I} )=\mathbf {C} ^{1/2}-\mathbf {I} }
- La deformación logarítmica, deformación natural, deformación verdadera o deformación de Hencky {\displaystyle \mathbf {E} _{(0)}=\ln \mathbf {U} ={\frac {1}{2}}\,\ln \mathbf {C} }
- La deformación de Almansi {\displaystyle \mathbf {E} _{(-1)}={\frac {1}{2}}\left[\mathbf {I} -\mathbf {U} ^{-2}\right]}

La aproximación de segundo orden de estos tensores es
{\displaystyle \mathbf {E} _{(m)}={\boldsymbol {\varepsilon }}+{\tfrac {1}{2}}(\nabla \mathbf {u} )^{T}\cdot \nabla \mathbf {u} -(1-m){\boldsymbol {\varepsilon }}^{T}\cdot {\boldsymbol {\varepsilon }}}
donde {\displaystyle {\boldsymbol {\varepsilon }}} es el tensor de deformación infinitesimal.
Son admisibles muchas otras definiciones diferentes de tensores {\displaystyle \mathbf {E} }, siempre que todas cumplan las condiciones siguientes:
- {\displaystyle \mathbf {E} } desaparece para todos los movimientos de cuerpos rígidos.
- La dependencia de {\displaystyle \mathbf {E} } del tensor de gradiente de desplazamiento {\displaystyle \nabla \mathbf {u} } es continua, continuamente diferenciable y monótona
- También se impone que {\displaystyle \mathbf {E} } se reduzca al tensor de deformación infinitesimal {\displaystyle {\boldsymbol {\varepsilon }}} como la norma {\displaystyle |\nabla \mathbf {u} |\to 0}

Un ejemplo es el conjunto de tensores
{\displaystyle \mathbf {E} ^{(n)}=\left({\mathbf {U} }^{n}-{\mathbf {U} }^{-n}\right)/2n}
que no pertenecen a la clase de Seth-Hill, pero tienen la misma aproximación de segundo orden que las medidas de Seth-Hill en {\displaystyle m=0} para cualquier valor de {\displaystyle n}.

### Interpretación física del tensor de deformación finita
Las componentes diagonales {\displaystyle E_{KL}} del tensor de deformación finita lagrangiano están relacionados con la deformación normal, como por ejemplo en
{\displaystyle E_{11}=e_{(\mathbf {I} _{1})}+{\frac {1}{2}}e_{(\mathbf {I} _{1})}^{2}}
donde {\displaystyle e_{(\mathbf {I} _{1})}} es la deformación normal o de ingeniería en la dirección {\displaystyle \mathbf {I} _{1}\,\!}.
Los componentes fuera de la diagonal {\displaystyle E_{KL}} del tensor de deformación finita lagrangiano están relacionados con la deformación cortante, como por ejemplo en
{\displaystyle E_{12}={\frac {1}{2}}{\sqrt {2E_{11}+1}}{\sqrt {2E_{22}+1}}\sin \phi _{12}}
donde {\displaystyle \phi _{12}} es el cambio en el ángulo entre dos elementos lineales que originalmente eran perpendiculares a las direcciones {\displaystyle \mathbf {I} _{1}} y {\displaystyle \mathbf {I} _{2}\,\!}, respectivamente.
En determinadas circunstancias, es decir, desplazamientos pequeños y tasas de desplazamiento pequeñas, las componentes del tensor de deformación finito lagrangiano pueden aproximarse mediante las componentes del tensor de deformación infinitesimal.
| Deducción de la interpretación física de los tensores de deformación finita lagrangianos y eulerianos |
| La relación de estiramiento para el elemento diferencial {\displaystyle d\mathbf {X} =dX\mathbf {N} } (Figura) en la dirección del vector unitario {\displaystyle \mathbf {N} } en el punto material {\displaystyle P\,\!}, en la configuración no deformada, se define como {\displaystyle \Lambda _{(\mathbf {N} )}={\frac {dx}{dX}}} donde {\displaystyle dx} es la magnitud deformada del elemento diferencial {\displaystyle d\mathbf {X} \,\!}. De manera similar, la relación de estiramiento para el elemento diferencial {\displaystyle d\mathbf {x} =dx\mathbf {n} } (Figura), en la dirección del vector unitario {\displaystyle \mathbf {n} } en el punto material {\displaystyle p\,\!}, en la configuración deformada, se define como {\displaystyle {\frac {1}{\Lambda _{(\mathbf {n} )}}}={\frac {dX}{dx}}} El cuadrado de la relación de estiramiento se define como {\displaystyle \Lambda _{(\mathbf {N} )}^{2}=\left({\frac {dx}{dX}}\right)^{2}} Sabiendo que {\displaystyle (dx)^{2}=C_{KL}dX_{K}dX_{L}} entonces {\displaystyle \Lambda _{(\mathbf {N} )}^{2}=C_{KL}N_{K}N_{L}} donde {\displaystyle N_{K}} y {\displaystyle N_{L}} son vectores unitarios. La deformación normal o deformación de ingeniería {\displaystyle e_{\mathbf {N} }} en cualquier dirección {\displaystyle \mathbf {N} } se puede expresar como una función de la relación de estiramiento {\displaystyle e_{(\mathbf {N} )}={\frac {dx-dX}{dX}}=\Lambda _{(\mathbf {N} )}-1} Por lo tanto, la deformación normal en la dirección {\displaystyle \mathbf {I} _{1}} en el punto material {\displaystyle P} se puede expresar en términos de la relación de estiramiento como {\displaystyle {\begin{aligned}e_{(\mathbf {I} _{1})}={\frac {dx_{1}-dX_{1}}{dX_{1}}}&=\Lambda _{(\mathbf {I} _{1})}-1\\&={\sqrt {C_{11}}}-1={\sqrt {\delta _{11}+2E_{11}}}-1\\&={\sqrt {1+2E_{11}}}-1\end{aligned}}} resolviendo para {\displaystyle E_{11}}, se obtiene que {\displaystyle {\begin{aligned}2E_{11}&={\frac {(dx_{1})^{2}-(dX_{1})^{2}}{(dX_{1})^{2}}}\\E_{11}&=\left({\frac {dx_{1}-dX_{1}}{dX_{1}}}\right)+{\frac {1}{2}}\left({\frac {dx_{1}-dX_{1}}{dX_{1}}}\right)^{2}\\&=e_{(\mathbf {I} _{1})}+{\frac {1}{2}}e_{(\mathbf {I} _{1})}^{2}\end{aligned}}} La deformación cortante, o cambio de ángulo entre dos elementos lineales {\displaystyle d\mathbf {X} _{1}} y {\displaystyle d\mathbf {X} _{2}} inicialmente perpendiculares y orientados en las direcciones principales {\displaystyle \mathbf {I} _{1}} y {\displaystyle \mathbf {I} _{2}\,\!}, respectivamente, también se puede expresar como una función de la relación de estiramiento. Del producto escalar entre las líneas deformadas {\displaystyle d\mathbf {x} _{1}} y {\displaystyle d\mathbf {x} _{2}} se obtiene que {\displaystyle {\begin{aligned}d\mathbf {x} _{1}\cdot d\mathbf {x} _{2}&=dx_{1}dx_{2}\cos \theta _{12}\\\mathbf {F} \cdot d\mathbf {X} _{1}\cdot \mathbf {F} \cdot d\mathbf {X} _{2}&={\sqrt {d\mathbf {X} _{1}\cdot \mathbf {F} ^{T}\cdot \mathbf {F} \cdot d\mathbf {X} _{1}}}\cdot {\sqrt {d\mathbf {X} _{2}\cdot \mathbf {F} ^{T}\cdot \mathbf {F} \cdot d\mathbf {X} _{2}}}\cos \theta _{12}\\{\frac {d\mathbf {X} _{1}\cdot \mathbf {F} ^{T}\cdot \mathbf {F} \cdot d\mathbf {X} _{2}}{dX_{1}dX_{2}}}&={\frac {{\sqrt {d\mathbf {X} _{1}\cdot \mathbf {F} ^{T}\cdot \mathbf {F} \cdot d\mathbf {X} _{1}}}\cdot {\sqrt {d\mathbf {X} _{2}\cdot \mathbf {F} ^{T}\cdot \mathbf {F} \cdot d\mathbf {X} _{2}}}}{dX_{1}dX_{2}}}\cos \theta _{12}\\\mathbf {I} _{1}\cdot \mathbf {C} \cdot \mathbf {I} _{2}&=\Lambda _{\mathbf {I} _{1}}\Lambda _{\mathbf {I} _{2}}\cos \theta _{12}\end{aligned}}} donde {\displaystyle \theta _{12}} es el ángulo entre las líneas {\displaystyle d\mathbf {x} _{1}} y {\displaystyle d\mathbf {x} _{2}} en la configuración deformada. Al definir {\displaystyle \phi _{12}} como la deformación cortante o reducción del ángulo entre dos elementos lineales que originalmente eran perpendiculares, se tiene que {\displaystyle \phi _{12}={\frac {\pi }{2}}-\theta _{12}} de este modo, {\displaystyle \cos \theta _{12}=\sin \phi _{12}} y entonces {\displaystyle \mathbf {I} _{1}\cdot \mathbf {C} \cdot \mathbf {I} _{2}=\Lambda _{\mathbf {I} _{1}}\Lambda _{\mathbf {I} _{2}}\sin \phi _{12}} o {\displaystyle {\begin{aligned}C_{12}&={\sqrt {C_{11}}}{\sqrt {C_{22}}}\sin \phi _{12}\\2E_{12}+\delta _{12}&={\sqrt {2E_{11}+1}}{\sqrt {2E_{22}+1}}\sin \phi _{12}\\E_{12}&={\frac {1}{2}}{\sqrt {2E_{11}+1}}{\sqrt {2E_{22}+1}}\sin \phi _{12}\end{aligned}}} |

## Condiciones de compatibilidad
El problema de la compatibilidad en la mecánica continua implica la determinación de campos continuos de un solo valor permisibles en los cuerpos. Estas condiciones permitidas dejan el cuerpo sin espacios ni superposiciones no físicas después de una deformación. La mayoría de estas condiciones se aplican a cuerpos simplemente conexos. Se requieren condiciones adicionales para los límites internos en el caso de múltiples cuerpos conexos.

### Compatibilidad del gradiente de deformación
La condición necesaria y suficiente para la existencia de un campo {\displaystyle {\boldsymbol {F}}} compatible sobre un cuerpo simplemente conexo es que
{\displaystyle {\boldsymbol {\nabla }}\times {\boldsymbol {F}}={\boldsymbol {0}}}

### Compatibilidad del tensor de deformación de Cauchy-Green derecho
Las condiciones necesarias y suficientes para la existencia de un campo {\displaystyle {\boldsymbol {C}}} compatible sobre un cuerpo simplemente conexo son
{\displaystyle R_{\alpha \beta \rho }^{\gamma }:={\frac {\partial }{\partial X^{\rho }}}[\,_{(X)}\Gamma _{\alpha \beta }^{\gamma }]-{\frac {\partial }{\partial X^{\beta }}}[\,_{(X)}\Gamma _{\alpha \rho }^{\gamma }]+\,_{(X)}\Gamma _{\mu \rho }^{\gamma }\,_{(X)}\Gamma _{\alpha \beta }^{\mu }-\,_{(X)}\Gamma _{\mu \beta }^{\gamma }\,_{(X)}\Gamma _{\alpha \rho }^{\mu }=0}
Se puede demostrar que estos son los componentes mixtos del tensor de curvatura. Por lo tanto, las condiciones necesarias para la compatibilidad {\displaystyle {\boldsymbol {C}}} son que la curvatura de Riemann-Christoffel de la deformación sea cero.

### Compatibilidad del tensor de deformación de Cauchy-Green izquierdo
Amit Acharya dedujo las condiciones generales de suficiencia para el tensor de deformación izquierdo de Cauchy-Green en tres dimensiones. Janet Blume encontró las condiciones de compatibilidad para campos {\displaystyle {\boldsymbol {B}}} bidimensionales.